# The Head and the Heart
The Head and the Heart — американский музыкальный коллектив из Сиэтла, играющий инди-фолк. Он был образован в 2009 году, и в настоящее время в состав входят Джошуа Джонсон (вокал, гитара, перкуссия), Джонатан Рассел (вокал, гитара, перкуссия), Чарити Роуз Тилен (скрипка, вокал), Крис Заше (бас-гитара), Кенни Хенсли (фортепиано) и Тайлер Уильямс (ударные).

## История
Участники группы познакомились на серии «вечеров с включённым микрофоном», проходивших в сиэтлском пабе Conor Byrne. Джошуа Джонсон переехал в Сиэтл из Южной Калифорнии для поступления в аспирантуру, а Джонатан Рассел недавно приехал из Ричмонда, штат Вирджиния. Они познакомились с клавишником Кенни Хенсли, который тоже переехал в Сиэтл, намереваясь продолжить карьеру автора саундтреков, и Чарити Роуз Тилен, вернувшейся из-за границы после годичного обучения в парижском Институте политических исследований. Барабанщик Тайлер Уильямс был участником группы Prabir and the Substitutes в Ричмонде, но перебрался в Сиэтл, чтобы стать частью зарождающейся The Head and the Heart, после того как услышал демозапись песни «Down in the Valley», присланную Расселом. Последним в состав вошёл Крис Заше, который работал барменом в Conor Byrne и играл в местных коллективах The Maldives и Grand Hallway.
The Head and the Heart собственными силами записали одноимённый дебютный альбом в июне 2009 года и в течение нескольких недель продавали его на концертах. На группу обратили внимание звукозаписывающие компании и музыкальные менеджеры, и в ноябре 2010 года она подписала контракт с лейблом Sub Pop. Дебютный альбом был ремастерирован, дополнен треком «Rivers and Roads», традиционно завершавшим выступления коллектива, и переиздан на компакт-дисках и впервые на виниле (в рамках Record Store Day 2011 года). Для распространения на территории Европы у группы подписан контракт с Heavenly Records.
The Head and the Heart много гастролировали на протяжении 2010—2011 годов как в США, так и в Европе, выступая на разогреве у Vampire Weekend, The Walkmen, Dr. Dog, Дэйва Мэтьюса, The Low Anthem, The Decemberists, Iron & Wine, My Morning Jacket и Death Cab for Cutie, а также давали собственные концерты.

## Дискография

### Альбомы
- The Head and The Heart (2010)
- iTunes Session (2011)
- Let's Be Still (2013)
- Signs of Light (2016)

### Синглы
- «Down in the Valley» (2011)